# Маркер (хімія)
Ма́ркер (рос. метка, англ. marker) — інертна хімічна добавка, яка додається до певних потоків з метою простежити особливості їх руху, або легко ідентифіковна структурна одиниця, яка вводиться в частину молекул основної речовини щоб простежити шлях її перетворення в багатокомпонентних сумішах. Наприклад, у хімії води маркер — це речовина, яка додається у водоносний шар з метою прослідкувати рух підземних вод, а також забруднень які туди потрапляють у певному місці.